# Pardosa ejusmodi
Pardosa ejusmodi là một loài nhện trong họ Lycosidae.
Loài này thuộc chi Pardosa. Pardosa ejusmodi được Octavius Pickard-Cambridge miêu tả năm 1872.